# Missoula
Missoula é uma cidade localizada no estado americano de Montana, no Condado de Missoula.

## Geografia
De acordo com o United States Census Bureau, a cidade tem uma área de 71,7 km², onde 71,2 km² estão cobertos por terra e 0,4 km² por água.

### Localidades na vizinhança
O diagrama seguinte representa as localidades num raio de 16 km ao redor de Missoula.

## Demografia
Segundo o censo nacional de 2010, a sua população é de 66 788 habitantes e sua densidade populacional é de 937,4 hab/km². É a segunda cidade mais populosa do estado de Montana. Possui 30 682 residências, que resulta em uma densidade de 430,62 residências/km².

## Personalidades
- Brian Schmidt (1967), Prémio Nobel de Física de 2011.
- Jesse Tyler Ferguson, ator, mais conhecido por seu papel na série "Modern Family".
- David Lynch (1946–2025), cineasta, diretor e produtor.